# Lijst van wachtposten aan de spoorlijn Doetinchem - Hengelo GOLS
Dit is een onvolledige chronologische Lijst van wachtposten aan de Spoorlijn Doetinchem - Hengelo GOLS. Een wachtpost was een huisje waarin de baanwachter woonde. Hij of zij opende en sloot de overwegbomen wanneer er een trein passeerde.
Alle huisjes werden rond 1884-1885 naar een standaardontwerp door de Geldersch-Overijsselsche Lokaalspoorweg-Maatschappij gebouwd.
Rond 1950 werden veel huisjes gesloopt omdat ze hun oude functie verloren.
Wanneer er achter de straatnaam een asterisk staat, wil dat zeggen dat de overgang niet meer bestaat. Bij een aantal huisjes staat de straatnaam aangegeven, die in de buurt van de oude overweg ligt.
| Wachtpost | Straat                            | Plaats     | Bouwjaar | Sloopjaar    | Extra informatie                      | Coördinaten                  | Afbeelding |
| --------- | --------------------------------- | ---------- | -------- | ------------ | ------------------------------------- | ---------------------------- | ---------- |
| 8         | Zelhemseweg                       | Doetinchem | 1885     | 1970         | Bij Stopplaats Slangenburg-IJzevoorde | 51° 58' 5" NB, 6° 19' 5" OL  |            |
| 9         | Vordenseweg 4 (N319)              | Ruurlo     | 1885     | Nog aanwezig |                                       | 52° 4' 53" NB, 6° 25' 36" OL |            |
| 12        | Groenloseweg 46                   | Ruurlo     | 1885     | Nog aanwezig |                                       | 52° 4' 42" NB, 6° 27' 53" OL |            |
| 13        | Ruurloseweg                       | Borculo    | 1885     | Onbekend     |                                       | 52° 6' 6" NB, 6° 29' 43" OL  |            |
| 14        | Oude Needseweg*                   | Borculo    | 1885     | Onbekend     |                                       | 52° 7' 11" NB, 6° 32' 11" OL |            |
| 15        | Haarloseweg                       | Neede      | 1880     | 1962         | Bij Stopplaats Haarlo                 | 52° 7' 22" NB, 6° 34' 58" OL |            |
| 16        | Haaksbergseweg                    | Rietmolen  | 1885     | Onbekend     |                                       | 52° 8' 6" NB, 6° 38' 46" OL  |            |
| 17        | Pastoor C.M. van Everdingenstraat | Rietmolen  | 1880     | 1980         | Bij Stopplaats Rietmolen              | 52° 8' 14" NB, 6° 39' 35" OL |            |
| 18a       | Staalsteden*                      | Enschede   | 1885     | Onbekend     | Bij Stopplaats Twekkelo               |                              |            |
| 18b       | Watertorenlaan                    | Hengelo    | 1886     | 1980         |                                       |                              |            |
| 19        | Twekkelerbeekweg*                 | Enschede   | 1885     | Onbekend     | Bij Stopplaats Usselo                 |                              |            |